# Luís Carlos Machado
Luís Carlos Machado, mais conhecido como Escurinho (Porto Alegre, 18 de janeiro de 1950 — Porto Alegre, 27 de setembro de 2011) foi um futebolista brasileiro que atuava como atacante.

## Carreira
Destacando-se como cabeceador, esteve presente na equipe do SC Internacional de 1970 a 1977, participando das duas primeiras conquistas do campeonato brasileiro alcançadas pelo clube colorado, além de sete títulos estaduais consecutivos. Na SE Palmeiras, foi vice-campeão brasileiro em 1978.
Na metade dos anos 1970, Escurinho gravou um vinil. Ele compunha sambas com músicos da MPB brasileira, como Wilson Ney e Bedeu.
Em 2009, Escurinho precisou amputar parte de uma das pernas em função de problemas de saúde, como insuficiência renal e diabetes. Para ajudar no tratamento, o SC Internacional decidiu doar para ele a bilheteria do filme "Nada vai nos separar", que narra os 100 anos de vida do Colorado, comemorados em 2009.

## Morte
Escurinho morreu em 27 de setembro de 2011, vítima de parada cardíaca. O atacante sofria de diabetes, estava internado desde abril no Hospital das Clínicas de Porto Alegre, onde passou por cirurgia para amputação da perna esquerda (a direita fora amputada em 2009).

## Títulos
Internacional
- Campeonato Gaúcho: 1970, 1971, 1972, 1973, 1974, 1975 e 1976.
- Campeonato Brasileiro: 1975 e 1976.

Barcelona de Guayaquil
- Campeonato Equatoriano: 1981.